# イヤーワーム
イヤーワーム（独: Ohrwurm、英: earworm）とは、歌または音楽の一部分が心の中で強迫的に反復される現象である。「音楽が頭にこびりついて離れない」と表現されることもある。「ディラン効果」と大まかな意味は一緒である。

## 概要
イヤーワームという語はドイツ語の'Ohrwurm'からの翻訳借用であり、シンシナティ大学のマーケティング研究者ジェイムズ・ケラリスとダニエル・レビティンによって世に広められた。ケラリスの研究は、人々はそれぞれイヤーワームに対して異なる感受性を持つが、ほぼ全員が場面の違いこそあれさいなまれることを示した。ケラリスの調査によれば、98%の人はイヤーワームを経験する。性差では、男女とも同等の頻度でこの現象を経験するが、女性の方がより長い時間イヤーワームが継続し、男性よりも不快感が大きくなる傾向がある。
精神分析学者テーオドール・ライクは、この現象の精神力学的特徴を「haunting melody（ホーンティング・メロディ、絶えず思い起こされる旋律）」という語で記述した。2003年には 'Musical Imagery Repetition'（MIR）という用語が、この現象の科学的に調査されたプロファイルにおいて、神経科学者でピアニストのショーン・ベネットによって提唱された。2007年にはこの現象の別の学術用語として'Involuntary Musical Imagery'（INMI）が、神経学者オリバー・サックスによって提唱された。
強迫性障害の人々は、イヤーワームによる問題を多く訴える傾向にあり、場合によっては、強迫性障害に対する投薬治療でこの影響を緩和できるとされる。関口貴弘らはイヤーワーム、あるいは INMI に影響されやすい個人の特定の特性があるかどうかの研究を行なった。この研究の参加者は、強迫的傾向、ビッグファイブの性格特性、音楽の専門知識の有無によって評価された。侵入思考などの強迫的傾向の一部が INMI の経験に役割を果たしている一方、洗浄強迫の場合は役割を果たさないことが発見された。ビッグファイブの性格特性については、神経症的傾向は有意に INMI の発生を予測させた。
endomusiaや音楽幻聴のような、現実には鳴っていない音が本人には実際に聴こえる深刻な症状と、イヤーワームとを混同すべきではない。
英BBC 6 Musicのラジオ番組'Shaun Keaveny Breakfast Show'には、起床時に頭の中に残っていた曲を電話でリスナーに質問するという形式で、イヤーワームが番組の1コーナーとして取り入れられている。

## フィクションでのイヤーワーム
アーサー・C・クラークが1956年に発表したSF短編「究極の旋律（原題：The Ultimate Melody）」（『白鹿亭綺譚』に収載）は、この現象のサイエンス・フィクション的な説明を示している。作家マイケル・コロストはこの物語について、'website of aleph'で次のように解説している。
フリッツ・ライバーのヒューゴー賞候補の短編小説「ラン・チチ・チチ・タン（原題：Rump-Titty-Titty-Tum-TAH-Tee）」（1959年）では、表題として示されたイヤーワームが、解毒剤として対抗するリズムが発見されるまでの間、強大かつ急速に広まってゆき、人間文化のすべての領域を席巻する。
アルフレッド・ベスターの『分解された男』（1953年、東京創元社、ヒューゴー賞受賞作）では、殺人を期す男が、コマーシャル用と偽って作曲を依頼したイヤーワームで自分の頭の中をでいっぱいにしてテレパスからの追及を逃れる企みがストーリーの中核的な役割を果たす。